# Mimeusemia tara
Mimeusemia tara är en fjärilsart som beskrevs av Swinhoe 1892. Mimeusemia tara ingår i släktet Mimeusemia och familjen nattflyn. Inga underarter finns listade i Catalogue of Life.